# Khánh Nhạc
	Khánh Nhạc		là một xã thuộc tỉnh Ninh Bình, Việt Nam.

## Địa lý
Trụ sở xã nằm cách phường Hoa Lư - trung tâm tỉnh lỵ Ninh Bình X km về phía Nam, có vị trí địa lý:
- Phía bắc giáp xã Yên Khánh.
- Phía đông giáp xã Khánh Hội.
- Phía tây giáp xã Yên Từ.
- Phía nam giáp các xã Chất Bình, Kim Sơn, Phát Diệm và Quang Thiện.

Xã Khánh Nhạc	có diện tích:	19,58	km², 	dân số:	25.612	người, mật độ dân số: 	1308	người/km². 	Đây là đơn vị có diện tích xếp thứ:	111	, số dân xếp thứ: 	99	và mật độ dân số xếp thứ: 	51	trong số 129 xã, phường ở Ninh Bình. 
Xã này nằm trên Quốc lộ 10, Đường cao tốc Ninh Bình – Hải Phòng, và cũng là nơi có sông Vạc chảy qua.

## Lịch sử
Ngày 27 tháng 4 năm 1977, Hội đồng chính phủ ban hành Quyết định 125-CP về việc sáp nhập xã Khánh Hồng thuộc huyện Yên Khánh mới giải thể vào huyện Kim Sơn.
Ngày 4 tháng 7 năm 1994, Chính phủ ban hành Nghị định số 59-CP về việc chuyển xã Khánh Nhạc thuộc huyện Kim Sơn về huyện Yên Khánh mới tái lập quản lý.
Ngày 2 tháng 11 năm 1996, Chính phủ ban hành Nghị định 69-CP về việc thành lập thị trấn Yên Ninh trên cơ sở điều chỉnh 9,81 ha diện tích tự nhiên và 164 nhân khẩu của xã Khánh Nhạc.
Sau khi điều chỉnh địa giới hành chính, xã Khánh Nhạc còn lại 1.070,81 ha diện tích tự nhiên và 11.279 nhân khẩu.
Theo Nghị quyết số 1674/NQ-UBTVQH15 ngày 16/6/2025 về sắp xếp các đơn vị hành chính cấp xã của tỉnh Ninh Bình năm 2025, Theo đó, sắp xếp toàn bộ diện tích tự nhiên, quy mô dân số của xã Khánh Hồng và xã Khánh Nhạc thành xã mới có tên gọi là xã Khánh Nhạc.

## Kinh tế
Chợ Nhạc - Xóm 3 - Xã Khánh Nhạc là một trong 8 chợ ở Yên Khánh trong danh sách các chợ loại 1, 2, 3 ở Ninh Bình.